# Besoldungsstrukturenmodernisierungsgesetz
Das Besoldungsstrukturenmodernisierungsgesetz (BesStMG) ist ein deutsches Artikelgesetz, mit dem das Besoldungsrecht, das Versorgungsrecht, das Umzugskostenrecht und das Trennungsgeldrecht des Bundes geändert wurde. Das Artikelgesetz hat 16 Gesetze geändert. Eine begleitende Verordnung (Mantelverordnung) wurde am 3. Dezember 2019 von der deutschen Bundesregierung beschlossen und am 10. Januar 2020 im Bundesgesetzblatt bekannt gegeben (BGBl. I S. 27).